# بلانکا استرادا
بلانکا استرادا (اسپانیایی: Blanca Estrada‎؛ زادهٔ ۱۹۵۰ میلادی) بازیگر و مجری اهل اسپانیا است.
از فیلم‌ها یا مجموعه‌های تلویزیونی که وی در آنها نقش داشته‌است می‌توان به «مدرسه رابینسون‌ها» اشاره کرد.